# Фрегаты типа «Альваро де Базан»
Фрегаты типа «Альваро де Базан» (известны также как фрегаты типа F100) — серия из пяти испанских фрегатов. Предназначены для действий в составе поисково-ударной группы во главе с авианосцем (группа «Alpha») в районе Гибралтара. Построены на испанских верфях по иностранным проектам. В настоящее время в строю находятся пять кораблей этого типа. Назван этот тип фрегатов, в честь знаменитого испанского адмирала и флотоводца XVI века Альваро де Басана.
Стоимость единицы составляет $540 млн. Предполагаемый срок службы — 30 лет.

## История
Проектирование велось с сентября 1992 года по июль 1995 года, а затем было продлено до июля 1996 года в связи с решением установить на корабле американскую БИУС «Иджис». Проект стал результатом совместных усилий со специалистами Германии и Нидерландов (соглашение подписано 27 января 1994 года) в рамках программы создания национальных фрегатов (германского F24 и голландского LCF), где несмотря на национальные различия созданы корабли с высокой степенью унификации.
Решение о постройке четырёх новых фрегатов было принято Советом министров Испании 24 января 1997 года.

## Конструкция
Корпус выполнен из стали AH-36. Имеется 4 палубы. Предусмотрена конструктивная кевларовая защита жизненно важных помещений и противопожарные покрытия. Корпус и надстройки изготовлены с применением стелс-технологий.
В проекте заложен запас 450 тонн по водоизмещению под будущие модернизации. Таким образом, полное водоизмещение в будущем может достигнуть 6250 тонн.

## Вооружение

### Противокорабельные ракеты
Основным противокорабельным оружием фрегата являются 8 ПКР RGM-84F Block 1D «Гарпун» в двух четырёхконтейнерных пусковых установках Mk 141, установленных в средней части корабля.

### Зенитное ракетное оружие
Установленная на корабле БИУС «Иджис» в комплекте с системой управления ракетами (СУО Mk 99) обеспечивает пуск и наведение зенитных ракет «Стандарт» SM-2 Block III и RIM-162 ESSM. Ракеты хранятся в УВП Mk 41 на 48 ячеек, расположенной в носовой части корабля перед надстройкой. Одна ячейка УВП содержит контейнер с ракетой «Стандарт» или с 4 ракетами ESSM. Типовой боезапас составляет 32 ракеты «Стандарт» и 48 ракет ESSM. Два радара подсветки цели AN/SPG-62 обеспечивает одновременное наведение двух ракет, находящихся на конечном участке траектории. Ракеты «Стандарт» обеспечивают противовоздушное прикрытие соединения в радиусе 150 км.

### Артиллерия
На корабле установлена 127-мм артиллерийская установка Mk 45 американского производства с длиной ствола 54 калибра. Кроме того, имеется 12-ствольная скорострельная 20-мм АУ «Мерока» 2B (СУАО AESN RAN-30L/X) и две одноствольных 20-мм зенитных АУ (FABA Dorna).

### Противолодочное оружие
Основным противолодочным оружием корабля являются два 324-мм торпедных аппарата Mk 32 Mod 5 для стрельбы противолодочными торпедами Mk 46 Mod 5 (боезапас 24 торпеды). Кроме того, имеется два реактивных бомбомёта ABCAS/SSTS. Управление противолодочным оружием осуществляет СУ DLT-309 с ГАС ENOSA/Raytheon 1160LF в носовом бульбовом обтекателе. Имеется также глубоководный эхолот AN/UQN-4, система подводной телефонии EDO Nodel 5400 и возможность установки буксируемой ГАС.
Корабль оснащён противоторпедной системой AN/SLQ-25 Nixie.

### Авиация
На корабле имеется палубный ангар для двух вертолётов, однако в обычных условиях используется один вертолёт «Seahawk» SH-60B системы LAMPS III Block II. Вертолётная площадка длиной 26,4 метров обеспечена светотехническим оборудованием и системой принудительной посадки RAST.

### Электронное оборудование
Основу боевых систем корабля составляет БИУС «Иджис» на основе модификации Baseline 5 Phase III с многофункциональным радаром AN/SPY-1D. На первых двух кораблях БИУС частично модернизирована до уровня Baseline 6 Phase I, на двух последующих — до уровня Baseline 7 Phase I. Спецификации оборудования и программного обеспечения системы, обеспечивающие связь через локальную сеть оборудования испанского и американского производства, разработаны компанией FABA (сокр. от исп. Fábrica de Artilleria de Bazán). В системе используются компьютеры Hewlett-Packard 743 VME, 14 цветных дисплеев SAINSEL CONAM 2000, две интегрированных управляющих консоли. Связь с другими кораблями, самолётами и береговыми объектами осуществляется тактическими системами Link 11/16, а также спутниковой системой SATCOM WSC-3 UHF SATCOM американского производства и испанской SHF SATCOM. Для обнаружения низколетящих и надводных целей дополнительно к AN/SPY-1 используется радар AN/SPS-67 (RAN-12S). Корабль оснащён оптоэлектронной системой Thales «Sirius» и радио/оптронной системой управления оружием FABA Dorna.
Средства электронного противодействия включают систему радиотехнической разведки CESELSA «Einath» Mk 9500, систему РЭБ Indra SLQ-380 «Aldebaran», а также 4 шестиствольных 130-мм пусковых установки для пассивных помех SRBOC Mk 36 Mod 2.

## Двигательная установка
Главная энергетическая установка корабля дизель-газотурбинная, выполненная по схеме CODOG (не предусмотрена совместная работа дизелей и газовых турбин). В качестве маршевых двигателей установлены два среднеоборотных дизеля «Bazan/Caterpillar» серии 3600 суммарной мощностью 12 000 л.с., в качестве форсажных — две газовых турбины LM2500 фирмы General Electric суммарной мощностью 46 648 л.с. В качестве движителя выступают два пятилопастных винта диаметром 4,65 метра с регулируемым шагом. Электроснабжение обеспечивается четырьмя дизель-генераторами Bazan/MTU 12C396 мощностью 1,1 МВт каждый.

## Мореходность
Корабль оснащён системой стабилизации качки, в состав которой входят активные рули и скуловые кили. Применение оружия обеспечивается при волнении моря до 6 баллов включительно.

## Состав серии
| Название                 | Номер | Верфь    | Заложен    | Спущен     | В строю    | Статус  | Порт приписки | Примечания |
| ------------------------ | ----- | -------- | ---------- | ---------- | ---------- | ------- | ------------- | ---------- |
| Álvaro de Bazán          | F101  | Navantis | 14.06.1999 | 27.10.2000 | 19.09.2002 | В строю | Ферроль       | [ 2 ]      |
| Almirante Juan de Borbón | F102  | Navantis | 27.10.2000 | 28.02.2002 | 03.12.2003 | В строю | Ферроль       | [ 2 ]      |
| Blas de Lezo             | F103  | Navantis | 28.02.2002 | 16.05.2003 | 16.12.2004 | В строю | Ферроль       | [ 2 ]      |
| Méndez Núñez             | F104  | Navantis | 16.05.2003 | 12.11.2004 | 28.02.2006 | В строю | Ферроль       | [ 2 ]      |
| Cristobal Colón          | F105  | Navantis | 29.6.2007  | 4.11.2010  | 23.10.2012 | В строю | Ферроль       | [ 2 ]      |
| Juán de Austria          | F106  | Navantis |            |            |            | Отменен |               | [ 5 ]      |

## Фото

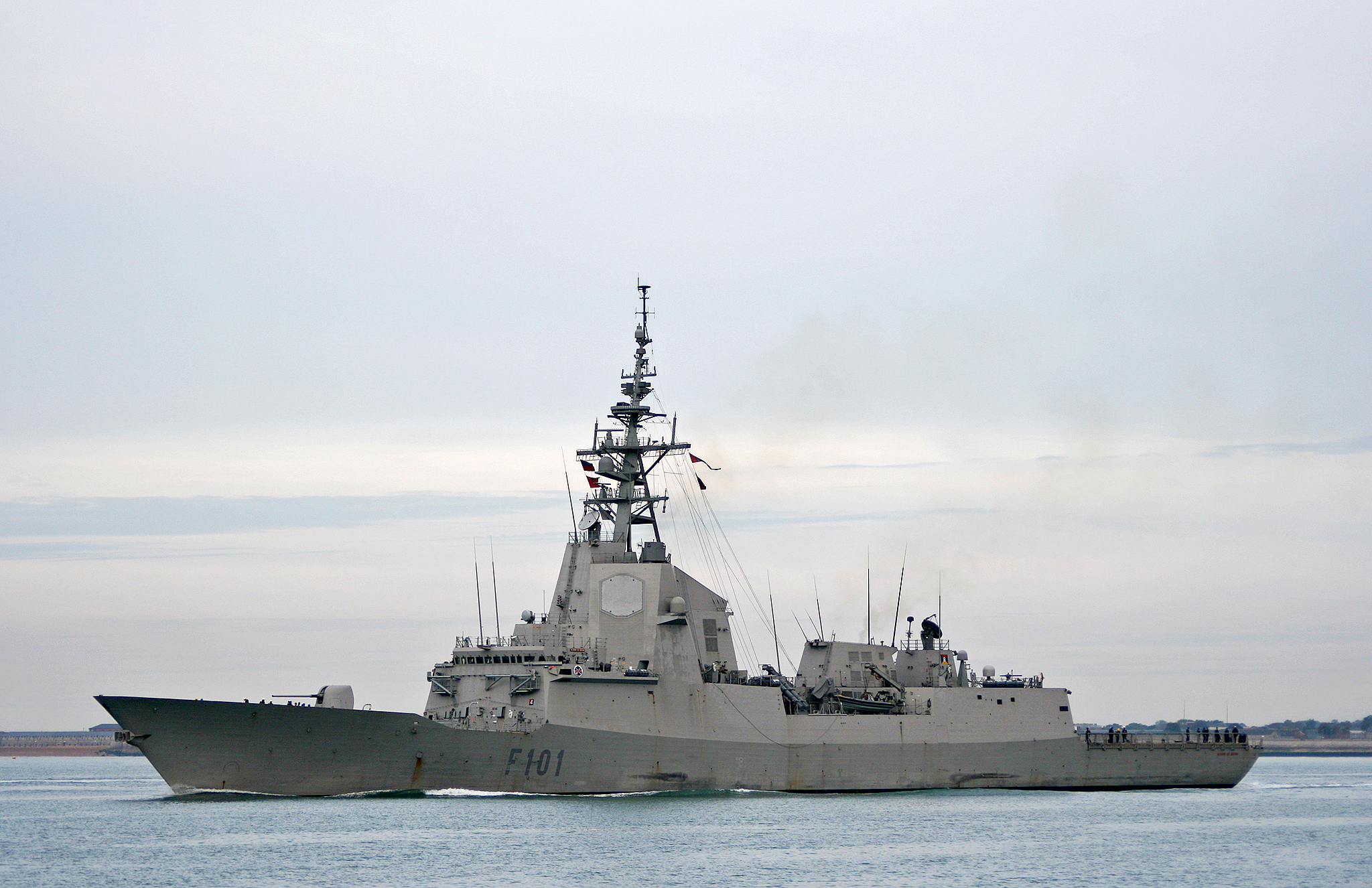
F101 «Альваро де Базан»
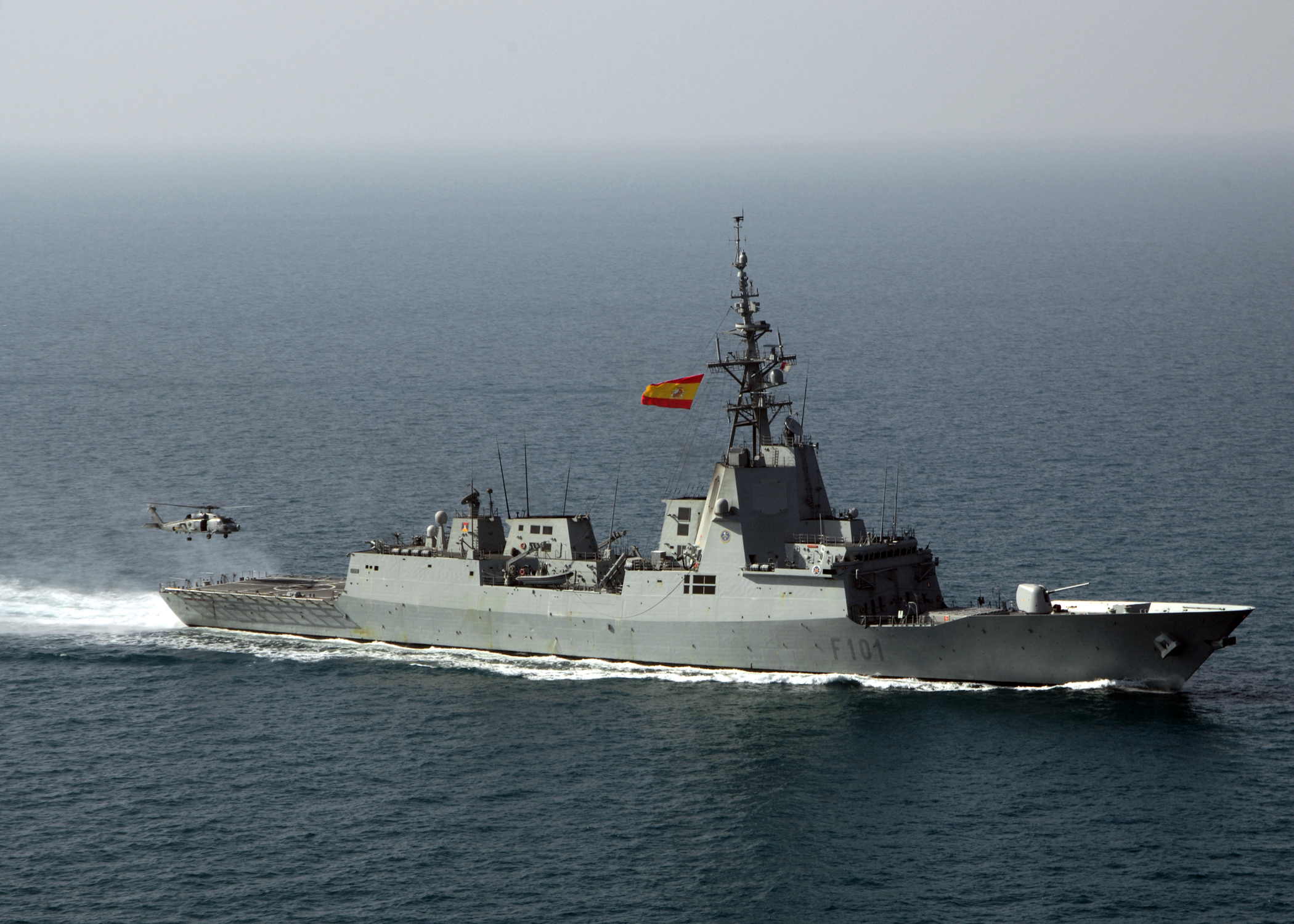
F101 «Альваро де Базан»
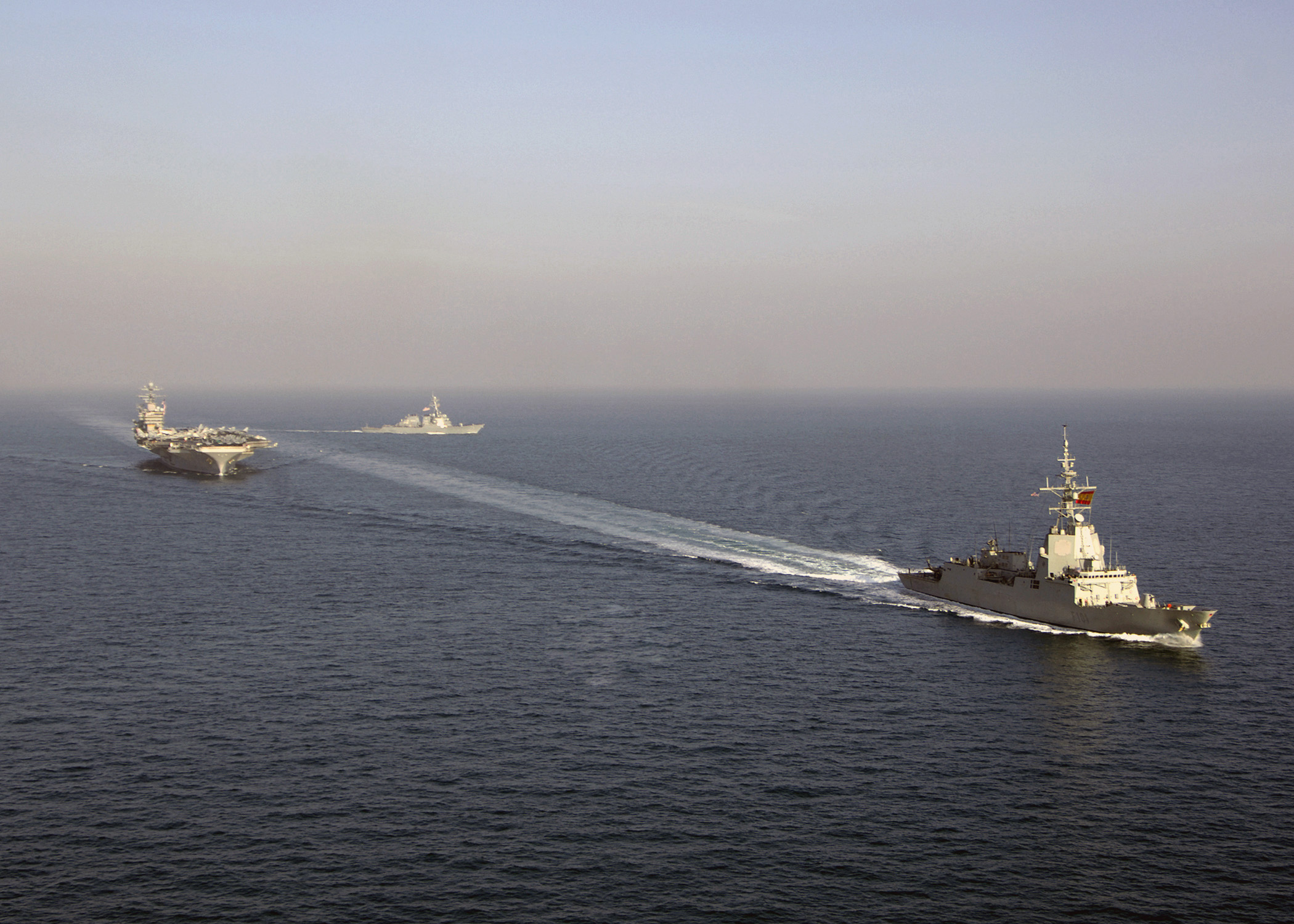
F101 «Альваро де Базан»
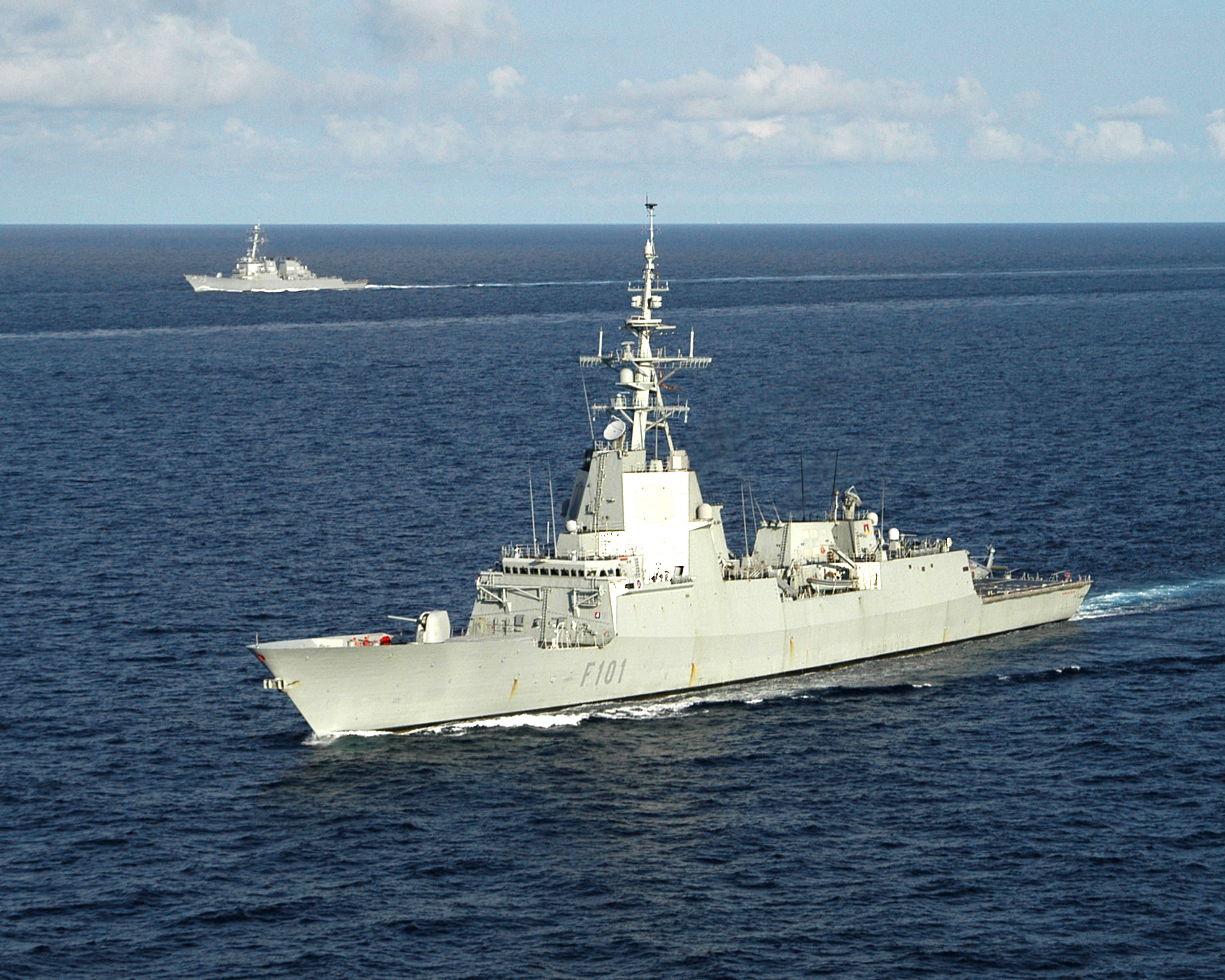
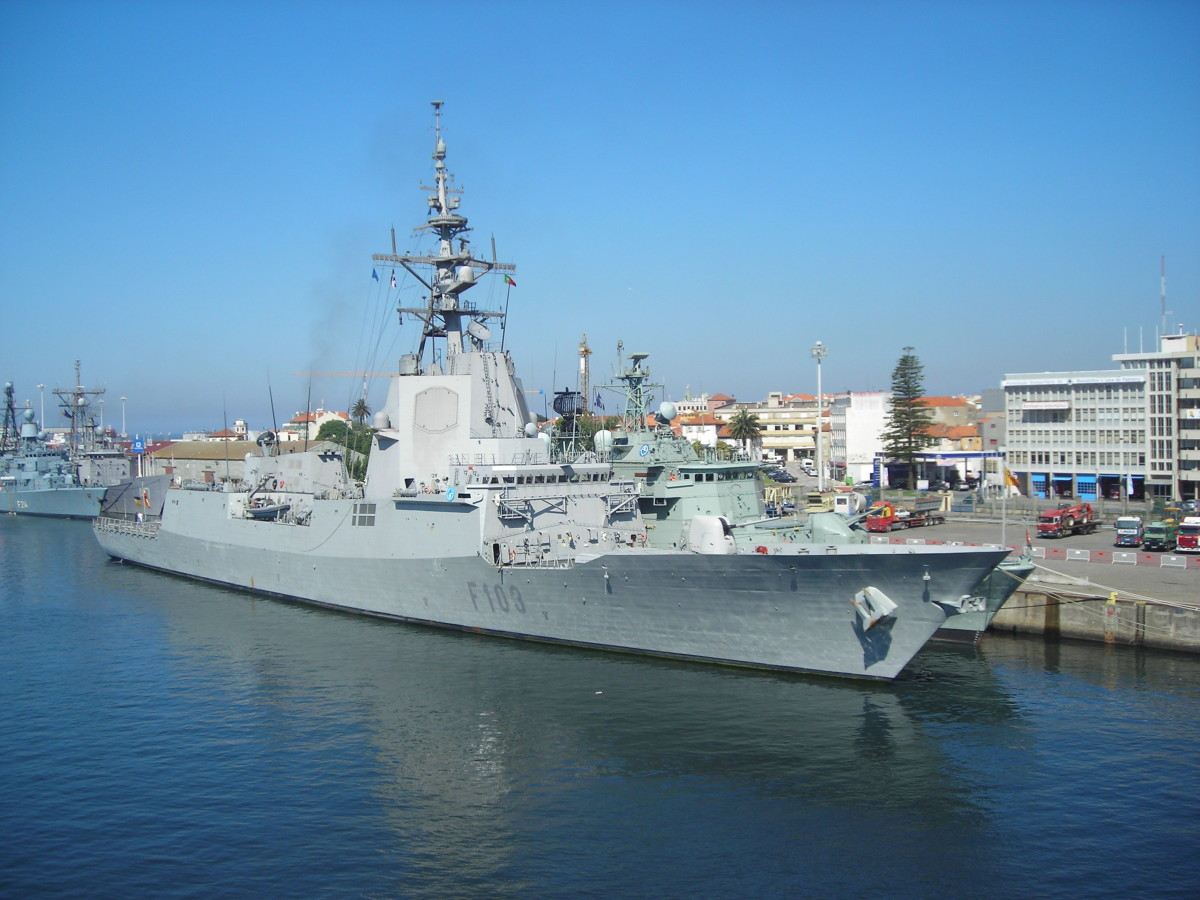
F103 «Блас де Лезо»
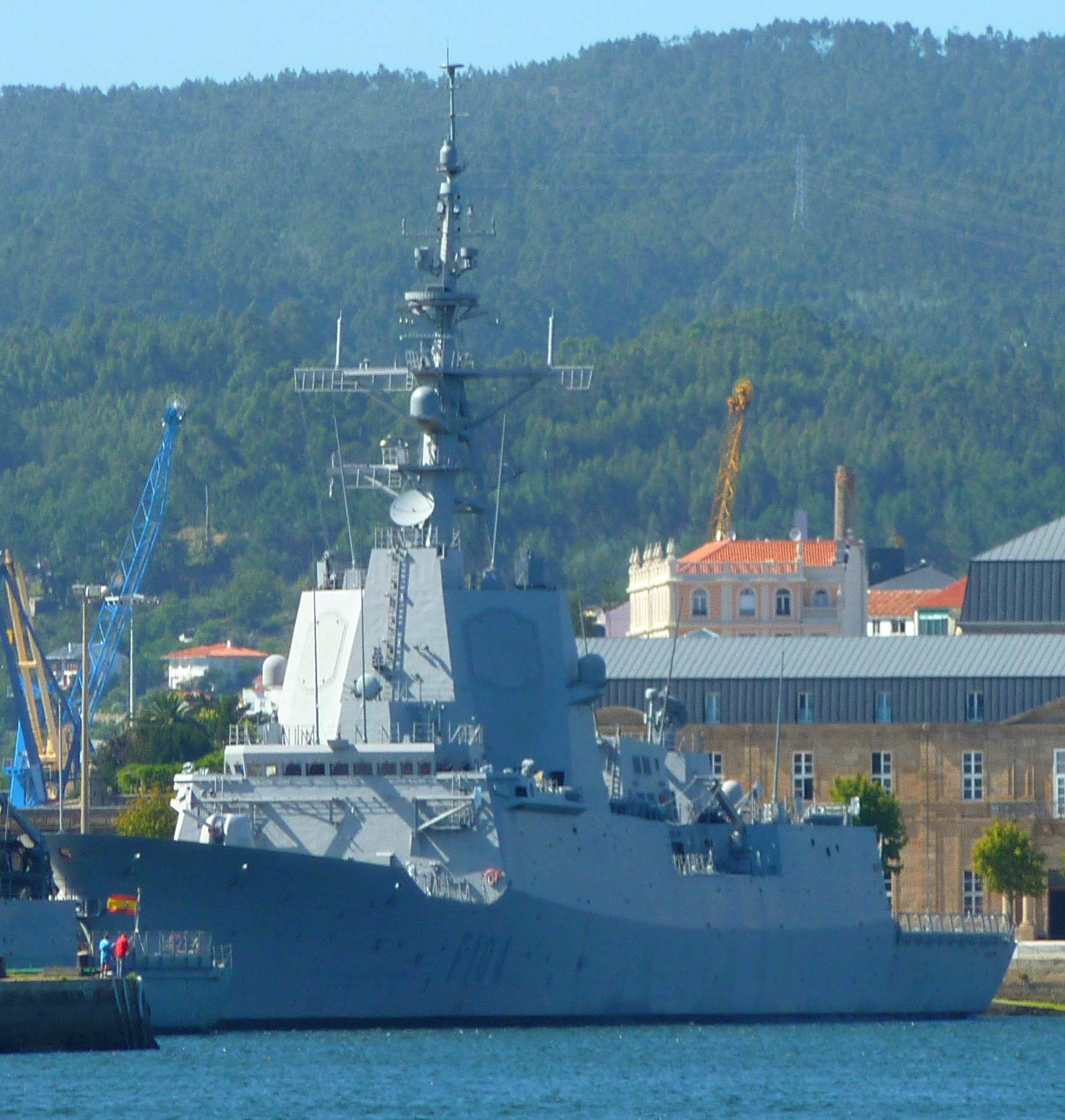
F104 «Мендес Нуньес»
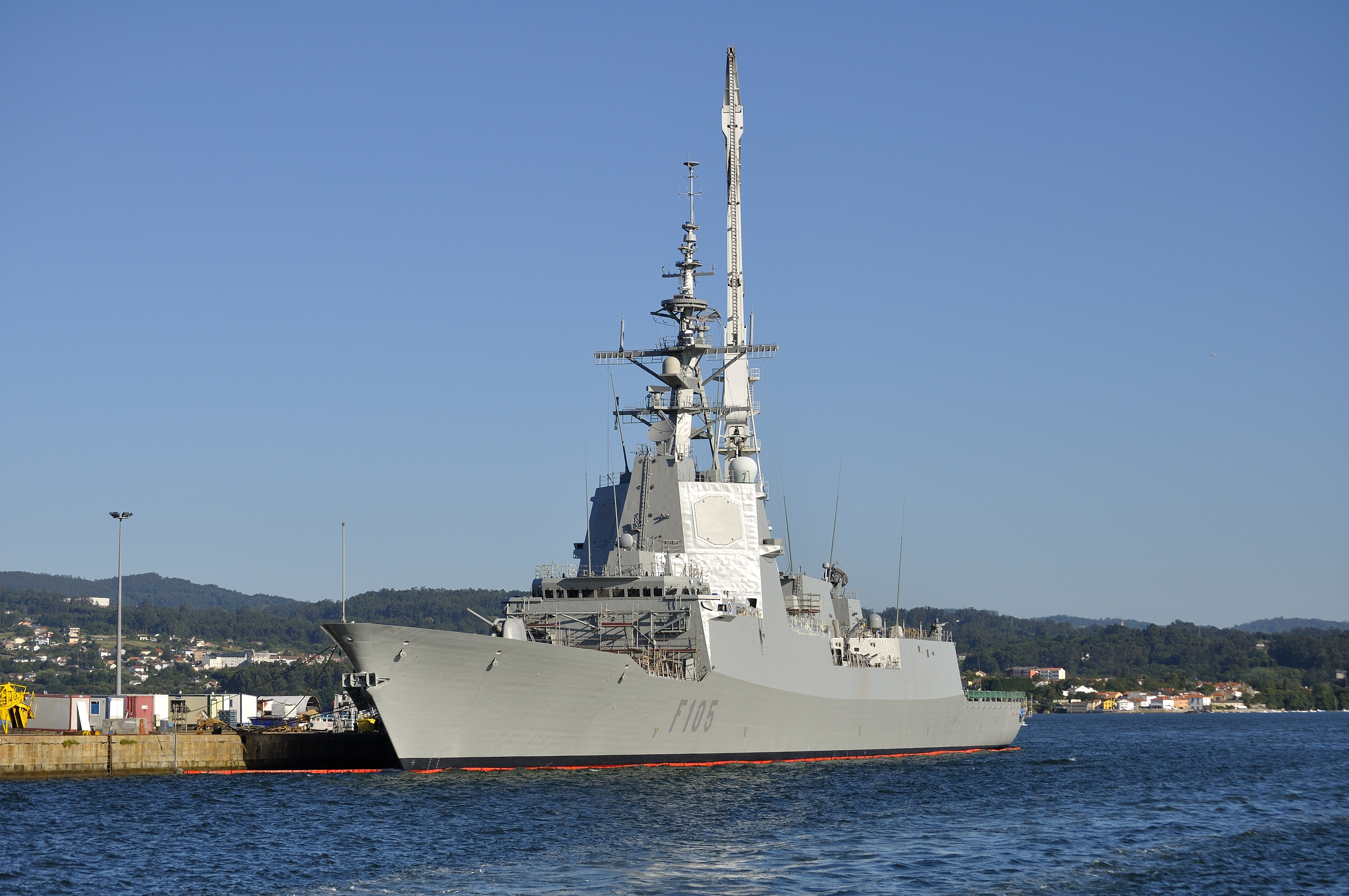
F105 «Христофор Колумб»